# Olga Bancic
Olga Bancic ([ˈolɡa ˈbant͡ʃɪk]), nata Golda Bancic, nota anche con il nome di battaglia francese Pierrette (Chișinău, 10 maggio 1912 – Stoccarda, 10 maggio 1944) è stata una partigiana rumena ebrea comunista, nota per il suo ruolo nella Resistenza francese durante la seconda guerra mondiale. Membro del FTP-MOI e del gruppo Manouchian, fu catturata dai nazisti alla fine del 1943, insieme a Missak Manouchian e altri ventuno partigiani, nel febbraio del 1944. Mentre gli altri furono giustiziati, in Francia, subito dopo il processo, Olga Bancic fu trasportata a Stoccarda, in Germania, e decapitata a maggio.

## Biografia

### Primi anni di vita
Olga Bancic nacque nel 1912 da una famiglia ebrea a Chișinău, Bessarabia, che allora faceva parte dell'Impero Russo. La regione divenne parte del Regno di Romania dopo la prima guerra mondiale e il crollo dell'impero. Lavorò in una fabbrica di materassi dall'età di dodici anni, e si unì al movimento del lavoro locale, partecipando a uno sciopero. Nonostante la sua età, fu portata in carcere e picchiata.

### Carriera politica
Olga Bancic divenne membro del Partito Comunista Romeno (PCR) e partecipando attivamente fu fermata e arrestata più volte nel corso dell'anno 1930. Nel 1938, fuggendo dalla Romania di Ion Antonescu alleata con la Germania nazista, si recò in Francia dove aiutò i militanti di sinistra nel trasporto delle armi in Spagna alle forze repubblicane che combattevano nella guerra civile.

### Matrimonio e famiglia
Nel 1939 poco prima dello scoppio della seconda guerra mondiale, nacque Dolores, figlia di Olga e Alexandru Jar, scrittore e militante comunista. Per garantire la sua incolumità, la bimba fu lasciata ad una famiglia francese prima dell'avvio dell'occupazione tedesca.

## Resistenza
Insieme al marito Jar, la Bancic si unì ai Franchi tiratori partigiani - manodopera immigrati, un gruppo armato con sede a Parigi (FTP-MOI), e partecipò a circa 100 atti di sabotaggio contro la Wehrmacht, aiutando anche nella fabbricazione e nel trasporto di esplosivi. Ciò avveniva in un momento in cui il Partito Comunista Romeno, indebolito dalle continue repressioni, si era diviso in diversi gruppi autonomi. Come Gheorghe Marin Gaston, Bancic fu tra gli attivisti rumeni integrati nel Partito Comunista Francese.
Fu arrestata dalla Gestapo il 6 novembre 1943 e torturata. Il 21 febbraio 1944, Bancic, Manouchian, e ventuno uomini furono condannati a morte; tutti gli imputati di sesso maschile furono fucilati il giorno dopo a Mont-Valérien. Poiché la legge francese vietava la fucilazione per le donne,  Bancic fu deportata in un carcere a Stoccarda, dove fu decapitata con l'ascia nel giorno del suo trentaduesimo compleanno. Durante il suo trasporto verso il carcere, Bancic scrisse una lettera alla figlia Dolores (da lei chiamata Dolores Jacob) e la gettò fuori dal finestrino, nella speranza che qualcuno trovandola la recapitasse alla figlia. Scrive solo 12 ore prima di morire:
Finita la guerra, Dolores e suo padre Alexandru Jar tornarono in Romania, dove Jar lavorò come scrittore sotto il nuovo regime comunista, fino a cadere in disgrazia a metà degli anni 1950.

## Memoria
Negli anni del dopoguerra, le autorità comuniste intitolarono diverse strade in Romania in onore di Bancic, ed eressero piccoli monumenti alla sua memoria. Dal 1989, il nome di Bancic è caduto in disgrazia.
Un lapide su un muro del Cimitero parigino d'Ivry è stata posata in sua memoria.
Bancic è interpretata dall'attrice Olga Legrand nel film francese L'Armée du crime (2009) sul gruppo Manouchian, diretto da Robert Guédiguian.